# Myrmelachista nigella
Myrmelachista nigella är en myrart som först beskrevs av Julius Roger 1863.  Myrmelachista nigella ingår i släktet Myrmelachista och familjen myror.

## Underarter
Arten delas in i följande underarter:
- M. n. nigella
- M. n. ruficornis